# Distretto di Durg
Il distretto di Durg è un distretto del Chhattisgarh, in India, di 2 801 757 abitanti. Il suo capoluogo è Durg.